# 若原春江
若原 春江（わかはら はるえ、1919年5月14日 - 1996年10月6日）は、日本の女優、歌手である。本名、斎藤 昌子（さいとう まさこ）。旧芸名は和歌山 小浪（わかやま こなみ）、および和歌浦 小浪（わかうら こなみ）。

## 人物・来歴
1919年（大正8年）5月14日、東京府東京市麻布区（現在の東京都港区麻布地区）に生まれる。
宝塚音楽歌劇学校豫科1年修了後、松竹楽劇部を経て1935年（昭和10年）、日活多摩川撮影所製作、田口哲監督による『ためらふ勿れ若人よ』で映画デビューする。ポリドールからも歌手デビューする。
1938年（昭和13年）、東宝映画へ移籍して若原春江と改名、大谷俊夫監督の『エノケンの風来坊』で再デビューする。戦後はフリーとなり、レコード会社は日本コロムビアに移る。ヒット曲は藤山一郎と歌った『戀は馬車に乘つて』。
映画出演は、1952年（昭和27年）、道林一郎監督の『川辺りの少年達』や翌年の山村聰監督の『蟹工船』が最後の記録で、テレビ映画にも出演したが、1959年（昭和34年）の『鉄腕アトム』でのアトムのママ役が最後の出演記録である。
1996年（平成8年）10月6日、死去した。満77歳没。

## 主なフィルモグラフィ
- ためらふ勿れ若人よ （1935年） - 和歌山小浪 名義
- 魂を投げろ（1935年） - 和歌浦小浪 名義
- 蒼氓 （1937年） - 和歌浦小浪 名義
- エノケンの風来坊 （1938年） - 若原春江 名義
- プロペラ親爺 （1939年） - 若原春江 名義
- 彦六なぐらる（1940年） - 若原春江 名義
- 秀子の応援団長（1940年）
- 指導物語（1941年） - 次女・咲子 役
- 翼の凱歌（1942年）
- 川辺りの少年達 （1952年）
- 蟹工船 （1953年）
- ぽんぽこ物語[4]（1957年）
- 鉄腕アトム（1959年-1960年、フジテレビジョン、テレビ映画） - アトムのママ 役